# 莫頓 (明尼蘇達州)
莫頓（英語：Morton）是一個位於美國明尼蘇達州倫維爾縣的城市。

## 歷史
莫頓於1882年成立，1887年升格為城市。莫頓的郵局自1894年起營運至今。

## 人口
根據2020年美國人口普查的數據，莫頓的面積為3.17平方千米，當中陸地面積為3.14平方千米，而水域面積為0.03平方千米。當地共有人口410人，而人口密度為每平方千米129人。